# O Pequeno Polegar contra o Dragão Vermelho
O Pequeno Polegar contra o Dragão Vermelho é um filme brasileiro de 1977, escrito e dirigido por Victor Lima e estrelado por Ankito como Zé Pequeno.

## Elenco
- Ankito - Zé Pequeno
- Monique Lafond - Senhorita Su Yang
- José Roberto - Cientista
- Roberto Pirillo - Renato, jornalista
- Regina Cecilia - Maria Pistola